# Sounds of Violence
Sounds of Violence é o quinto álbum de estúdio da banda inglesa de thrash metal Onslaught lançado em 28 de janeiro de 2011 pela AFM Records. Além do formato CD, Sounds of Violence também foi lançado em uma edição limitada em vinil preto (somente 666 cópias) com capa dupla.
A banda lançou um videoclipe para a faixa-título do álbum.

## Faixas
1. Into The Abyss (Intro)
2. Born For War
3. The Sound Of Violence
4. Code Black
5. Rest In Pieces
6. Godhead
7. Hatebox
8. Antitheist
9. Suicideology
10. End Of The Storm